# Mikael Olufsen
Jørgen Mikael Ole Olufsen (født 16. februar 1943 i København) er en dansk erhvervsmand og kammerherre. 
Mikael Olufsen er søn af kgl. kabinetssekretær, kammerherre Morten Olufsen og hustru født Dahlerup og er uddannet forstkandidat fra Den Kongelige Veterinær- og Landbohøjskole og har senere taget en PMD (Program for Management Development) fra Harvard Business School. 
Han blev ansat i direktionssekretariatet hos rederiet A.P. Møller og blev udviklingschef i A.P. Møllers Industrial Division. Dernæst blev Olufsen 1975 direktør for plastvirksomheden Rosti og kom i 1991 til Toms Chokoladefabrikker A/S, hvor han indtil 2000 var administrerende direktør. Siden 2000 har han været selvstændig inden for bestyrelsesarbejde og rådgivning. I 2002 blev han formand for TryghedsGruppen, men forlod posten i 2013, da han var fyldt 70 år og dermed ikke kunne genvælges.
Han blev gift 27. september 1968 med Kirsten Mærsk Mc-Kinney Møller (født 17. december 1944 i New York), datter af Mærsk Mc-Kinney Møller, og har børnene Morten, Marie (gift Valstorp), Chastine og Christian Mærsk Mc-Kinney Olufsen.

## Tillidshverv
- Medlem af VL-gruppe 3
- Bestyrelsesformand for Egmont Fonden, Egmont International Holding A/S, Ejendomsselskabet Gothersgade 55 ApS og Ejendomsselskabet Vognmagergade 11 ApS (2009-, næstformand siden 1993)
- Bestyrelsesformand for TryghedsGruppen - TrygVesta A/S - TrygVesta Forsikring A/S og TrygFonden (2002-2013)
- Bestyrelsesformand for i Gigtforeningen (2005-)
- Bestyrelsesformand i Malaplast Co. Ltd. Bangkok
- Formand for Advisory Board i CareWorks Africa Ltd.
- Medlem af bestyrelsen for WWF Verdensnaturfonden
- Medlem af bestyrelsen for Danmark-Amerika Fondet
- Tidligere medlem af bestyrelsen for Tryg-Baltica Forsikring
- Tidligere medlem af bestyrelsen for Kgl. Brand

## Hæder
- 2009: Ridder af Dannebrogordenen (11. juni 2009)
- 2011: Kammerherre